# 吉田正俊

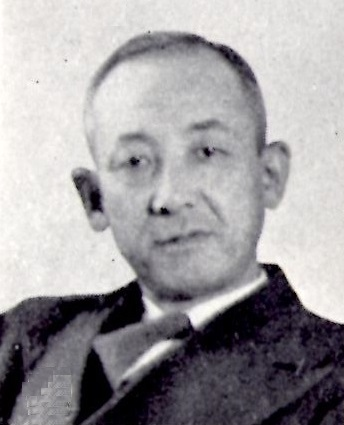
吉田正俊

吉田 正俊（よしだ まさとし、1902年4月30日 - 1993年6月23日）は、明治期から昭和期にかけての歌人、実業家。
福井県福井市出身。旧制福井中学校（現福井県立藤島高等学校）、東京帝国大学法学部卒業。石川島造船所自動車部門に入社し、のちにいすゞ自動車専務取締役や相談役を務めた。1974年、勲三等瑞宝章受章。東京都杉並区天沼に居を構えた。
歌人としては1925年「アララギ」に入会、土屋文明に師事し、のち選者、発行人。歌誌「柊」選者。高度経済成長期を背景に写実主義を貫いた。1965年『くさぐさの歌』で第11回日本歌人クラブ推薦歌集（現・日本歌人クラブ賞）、1976年『流るる雲』で第27回読売文学賞、1988年『朝の霧』で第23回迢空賞受賞。1993年、歌会始召人。

## 著書
- 『天沼 歌集』墨水書房 アララギ叢書 1941年　のち短歌新聞社文庫
- 『黄茋集 歌集』白玉書房 1952年
- 『くさぐさの歌』白玉書房 アララギ新集　1964年
- 『霜ふる土 歌集』白玉書房 1970年
- 『流るる雲 歌集』白玉書房 1975年
- 『草の露 吉田正俊歌集』九州点字出版所 1976年10月
- 『朝の霧 歌集』石川書房 1987年6月
- 『過ぎゆく日々 歌集』吉田ハル編 石川書房 1994年6月
- 『吉田正俊全歌集』吉田ハル編 石川書房 1995年6月

## 参考
- 日本近代文学大事典
- 福井新聞社『福井県大百科事典』福井新聞社、1991年。